# Asociación Nacional de Contratistas de Chapa y Aire Acondicionado
La Asociación Nacional de Contratistas de Chapa y Aire Acondicionado (SMACNA) es una asociación de comercio internacional con más de 4.500 miembros contribuyentes contratistas de Estados Unidos, Canadá, Australia y Brasil. Su sede se encuentra en Chantilly, Virginia.

## Perfil de los miembros
Los miembros de SMACNA realizan trabajos en diversas áreas, industrial, comercial, institucional y mercados residenciales. Se especializan en sistemas de calefacción, ventilación y aire acondicionado (HVAC); arquitectura de chapa (hoja de metal), equipos de cocina; especialidad en trabajos de acero inoxidable; industria manufacturera; revestimiento y entarimado; pruebas, testeos y balanceos; servicios; y gestión de mantenimientos de energía.

## Manuales técnicos y normas
Los estándares técnicos y manuales desarrollados por Contratistas deSMACNA Contratistas han encontrado aceptación en todo el mundo por la construcción y diseño de la comunidad, así como locales, nacionales y extranjeros, y agencias de gobierno. ANSI, el Instituto Nacional Estadounidense de Estándares, ha acreditado a SMACNA como el establecimiento de normas de la organización. 
Los estándares y manuales de SMACNA direcciona todas las facetas de la hoja de metal de la industria, desde conducto de la construcción y de la instalación para la calidad del aire y control de la contaminación ambiental, y de recuperación de energía para los techados. El Departamento Técnico de Recursos de SMACNA recibe varios miles de preguntas técnicas anualmente de arquitectos, ingenieros, fabricantes y personal del gobierno.

## Servicios para miembros
La asociación ofrece a los contratistas asistencia profesional en las relaciones de trabajo, asistencia legislativa, investigación y técnicas de desarrollo de estándares, seguridad, marketing, administración de empresas y temas de la industria.